# Orthocladius lenzi
Orthocladius lenzi är en tvåvingeart som först beskrevs av Jean-Jacques Kieffer 1925.  Orthocladius lenzi ingår i släktet Orthocladius och familjen fjädermyggor.
Artens utbredningsområde är Tyskland. Inga underarter finns listade i Catalogue of Life.